# Мечеть аль-Хусейна
Мечеть аль-Хусейн (Мечеть Сайїдни аль-Хусейна) — середньовічна мечеть в Каїрі, Єгипет, побудована в 1154, знаходиться біля базару Хан ель-Халілі.
Згідно з фатимідською традицією, в 985 15-й фатимідський халіф Абу Мансур Нізар аль-Азіз Біллах простежив місцезнаходження голови свого прадіда через офіс сучасника в Багдаді. Вона залишалася похованою у Святилищі Голови Хусейна в Палестині близько 250 років, до 1153  . Був «заново відкритий» у 1091, коли Бадр аль-Джамалі, великий візир при халіфі Мустансирі, щойно відвоював цей регіон для Фатімідського халіфату. Після виявлення він наказав побудувати на цьому місці нову джума-мечеть та мазар.
Була одним із найсвятіших ісламських місць у Каїрі, вважають, що вона була заснована на цвинтарі халіфів Фатімідів, припущення було пізніше підтверджено під час розкопок.
Мечеть названа в ім'я онука ісламського пророка Мухаммеда Хусейна ібн Алі, чия голова за переказами була перенесена до мечеті в Каїр у 1153 і для зберігання якої вона побудована. Мавзолей, датований 1154 роком, є найстарішою частиною комплексу.